# Анијер на Саони
Анијер на Саони (фр. Asnières-sur-Saône) је насељено место у Француској у региону Рона-Алпи, у департману Ен.
По подацима из 2011. године у општини је живело 73 становника, а густина насељености је износила 15,6 становника/km².

## Демографија
| 1962. | 1968. | 1975. | 1982. | 1990. | 2011. |
| ----- | ----- | ----- | ----- | ----- | ----- |
| 86    | 103   | 94    | 95    | 68    | 73    |